# Монацит

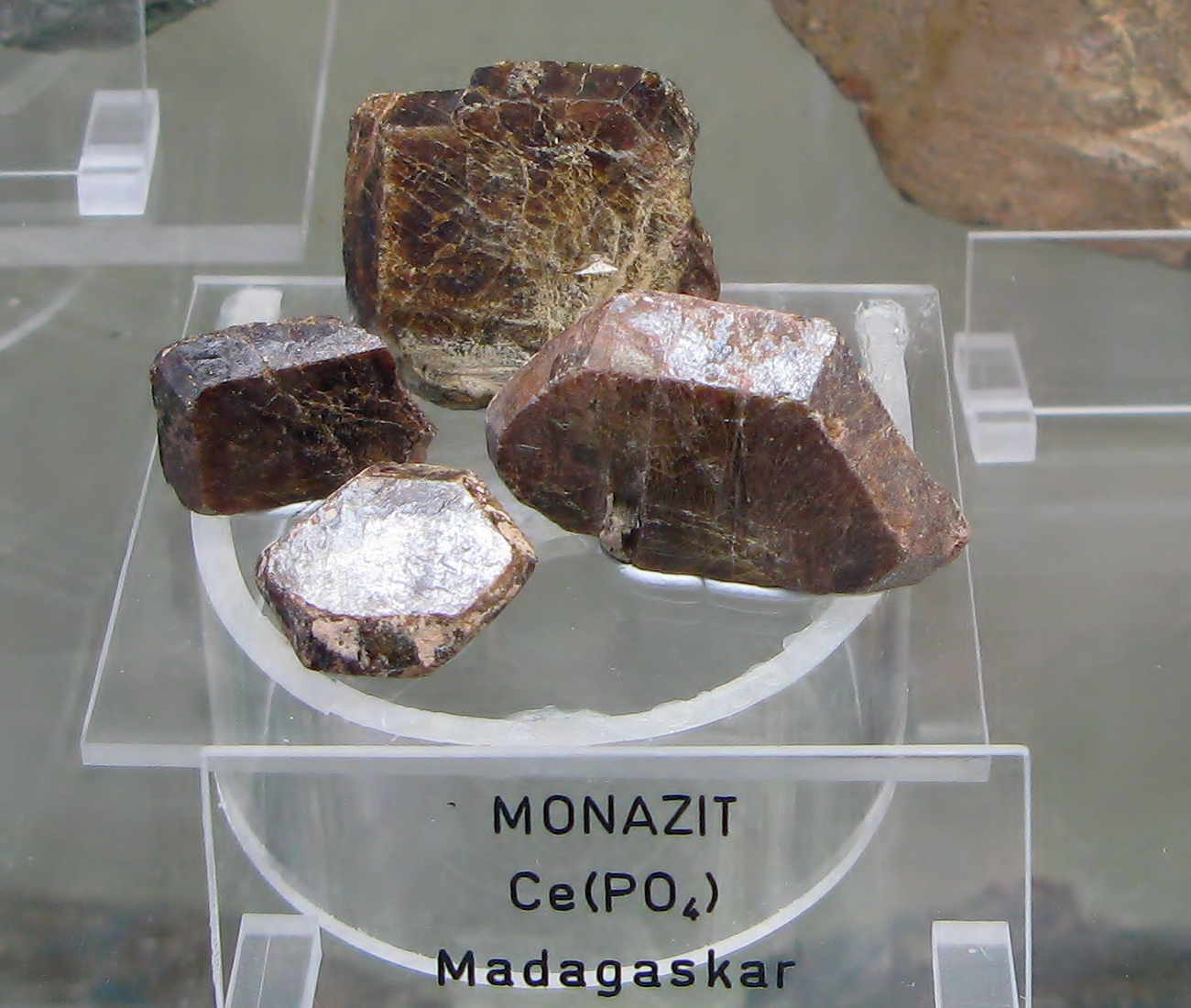
Мадагаскарский монацит (минералогический музей, Бонн, Германия)

Монаци́т, монаци́товый песо́к (от др.-греч. μονάζω — бываю один, живу один, указывает на его изолированные кристаллы) — минерал, относящийся к классу фосфатов лантаноидов, — в основном церия (Се), лантана (La),неодима (Nd), празеодима (Pr), тулия (Tm), гадолиния (Gd), самария (Sm)), а также скандия (Sc), иттрия (Y), относимых наряду с лантаноидами к редкоземельным элементам и примесями актиноидов — тория (Th), урана (U) с общей химической формулой M(III)PO4.
Из-за содержания тория и урана обладает слабой радиоактивностью.
Является рудой редкоземельных элементов и тория.
Синонимы названия минерала: менгит, монацитоид, фосфороцерит, криптолит.

## История открытия
Впервые монацит был «неправильно» открыт в 1826 году на Южном Урале в Ильменских горах, в окрестностях города Миасса немецким минералогом Йоханнесом Менге и был принят им за циркон. Кристаллы этого «циркона» он передал Густаву Розе и Иоганну Брейтгаупту на исследование. Немецкий минералог И. Брейтгаупт (1829) признал в нём ранее неизвестный новый минерал и назвал его монацитом. Английский минералог Г. Дж. Брук (англ. Н. J. Brooke) в 1831 году тот же минерал описал под названием «менгит».
В балластном песке из Бразилии в 1880 году был впервые обнаружен Карлом Ауэр фон Вельсбахом.

## Описание
Обычно встречается в виде отдельных кристаллов, отсюда и произошло название. Образует корочки, землистые скопления, зернистые и сферические агрегаты, россыпные пески.
Монацит содержит более 50 % оксидов редкоземельных элементов, до 5—10 % ThO2, иногда до 1 % U3O8. Обладает естественной радиоактивностью. Степень радиоактивности зависит от содержания тория и урана.
Цвет изменяется от светло-жёлтого, медово-жёлтого до красно-бурого, коричневого, встречаются разновидности белого, зеленоватого оттенка и даже чёрные. Полупрозрачен до непрозрачного. Блеск жирный, смоляной, на плоскостях спайности и отдельности — стеклянный.
Хрупок: твёрдость по шкале Мооса составляет 5—5,5 единиц (возрастает с увеличением содержания силиката тория, ThSiO4); плотность 4,6—5,7 г/см3. Умеренно парамагнитен.
Существует несколько разновидностей монацита, так как его химический состав не постоянный и определяется месторождением:
- монацит (Ce): (Ce, La, Pr, Nd, Th, Y)PO4;
- монацит (La): (La, Ce, Nd, Pr)PO4 (до 28,95 % лантанa);
- монацит (Nd): (Nd, La, Ce, Pr)(P, Si)O4;
- монацит (Sm): SmPO4 (до 13,59 % самария);
- монацит (Pr): (Pr, Nd, Ce, La)PO4.

## Применение
Монацит является рудой редкоземельных элементов и тория.
Во время Второй Мировой войны германские войска использовали монацитовый песок (под обозначением «Tarnsand») для отмечания мест установки мин типа «Topfmine», почти не содержащих металлических деталей и не обнаруживающихся обычными миноискателями-металлоискателями. Мешочек с монацитовым песком входил в комплект мины. После установки мины на поверхность земли насыпался монацитовый песок, что позволяло легко обнаруживать мину при разминировании местности при помощи миноискателя типа Stuttgart 43, который обнаруживал радиоактивное излучение и являлся детектором ионизирующего излучения со счётчиком Гейгера.